# Virgin Blue Holdings
Virgin Blue Holdings Limited är det företag som äger och driver Virgin Blue, V Australien, Pacific Blue och Polynesian Blue Airlines. Dess största aktieägare är Virgin Group.

## Historia
Virgin Blue bildades 2000 som ett helägt dotterbolag till Virgin Group.
År 2001 gav Air New Zealand ett erbjudande om utköp värderat till 250 miljoner dollar för Ansett Australia men det förkastades av Richard Branson.
Under 2002 kom Virgin överens med Patrick Corporation om att investera i flygbolaget, så att det kan växa till ett nationellt flygbolag, och fylla tomrummet efter nedläggningen av Ansett Australia. 
I utbyte mot en andel på 50% av företaget, investerade Patrick $ AU260 miljoner. Vid den tiden innebar Patricks aktieinnehav att de även kunde göra det möjligt för företaget att dra nytta av sina nya ägares politiska förbindelser med Howardregeringen, och även "greenwash"- företaget. Detta gör att de kan beskrivas som australiskt ägda.
Under 2003 noterades Virgin Blue Holdings Limited på Australian Securities Exchange, då Virgin Group försökte sälja en del av sitt innehav.